# Камило Голђи
Камило Голђи (итал. Camillo Golgi; Кортено, 7. јул 1843 — Павија, 21. јануар 1926) италијански је научник и лекар. Био је редом професор анатомије, хистологије, опште патологије. Добитник је Нобелове награде за физиологију и медицину 1906. заједно са шпанским хистологом Сантијагом Рамоном и Кахалом за доприносе у изучавању нервног система. Пронашао је методу бојења нервних ћелија (по њему је названа Голђијева метода) солима сребра и тако омогућио да се први пут те ћелије сагледају у целини. Користећи своју технику бојења 1898. године открио је ћелијску органелу која по њему добија име Голђијев апарат. По њему носе име и кожни и жилни рецептори.